# Eduard Pfeiffer

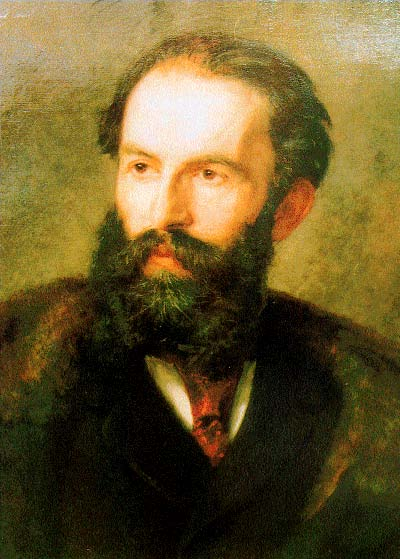
Eduard Pfeiffer

Eduard Gotthilf Pfeiffer, ab 1900 auch von Pfeiffer, (* 24. November 1835 in Stuttgart; † 13. Mai 1921 ebenda) war ein deutscher Bankier, Genossenschaftler und Sozialreformer.

## Leben und Wirken
1835 wurde Eduard Pfeiffer am 24. November als dreizehntes Kind des Hofbankdirektors Marx Pfeiffer (1786–1842) geboren. Marx Pfeiffer war einer der ersten jüdischen Bürger, die in Stuttgart das Wohnrecht erhielten. Seine Mutter war Pauline, geb. Wittersheim (1801–1867), welche Marx Pfeiffer in dritter Ehe geheiratet hatte. Sein älterer Bruder war Ernst Ezechiel Pfeiffer, der sich mit mehreren wohltätigen Stiftungen in Cannstatt verdient gemacht hatte. Der schon von Hause aus vermögende Eduard Pfeiffer machte als Bank- und Wirtschaftsfachmann eine große Karriere. Er gehörte 1869 zu den Gründern der Württembergischen Vereinsbank, deren steiler Aufstieg in den Jahren des Kaiserreichs wesentlich ihm zu verdanken war. Als Mitglied des Aufsichtsrates führender Unternehmen des Landes übte Eduard Pfeiffer einen bedeutenden Einfluss auf das Wirtschaftsleben aus. Eduard Pfeiffer war einer der reichsten Bürger im Königreich Württemberg.
Nach dem Gymnasium besuchte er die Polytechnische Schule in Stuttgart, wo er zwischen 1850 und 1852 zunächst als Ingenieur, dann als Kaufmann eingeschrieben war. 1857 absolvierte er die Ecole Centrale des Arts et Manufactures in Paris als Diplomchemie-Ingenieur und widmete sich anschließend bis 1862 an den Universitäten in Leipzig, Heidelberg und Berlin der Nationalökonomie und Finanzwissenschaft. Er unternahm zahlreiche Reisen innerhalb Deutschlands, nach Frankreich, Italien und England, wo er 1862 die Londoner Weltausstellung besuchte. Auf diesen Reisen begann er, sich mit Aspekten der sozialen und ökonomischen Situation in Europa vertraut zu machen; in England lernte er 1862 die Genossenschaftsbewegung kennen.
Im Jahr 1858 trat Pfeiffer der Freimaurerloge zu den 3 Cedern" in Stuttgart bei, die er 1886 wieder verließ.
Am 12. September 1872 heiratete Pfeiffer Julie Benary geb. Kann (* 9. September 1843 in Frankfurt am Main; † 5. Februar 1926 Stuttgart), die junge Witwe des Bankiers Louis Ferdinand Victor Benary (* 1839 in Berlin; † 1869 in Paris).

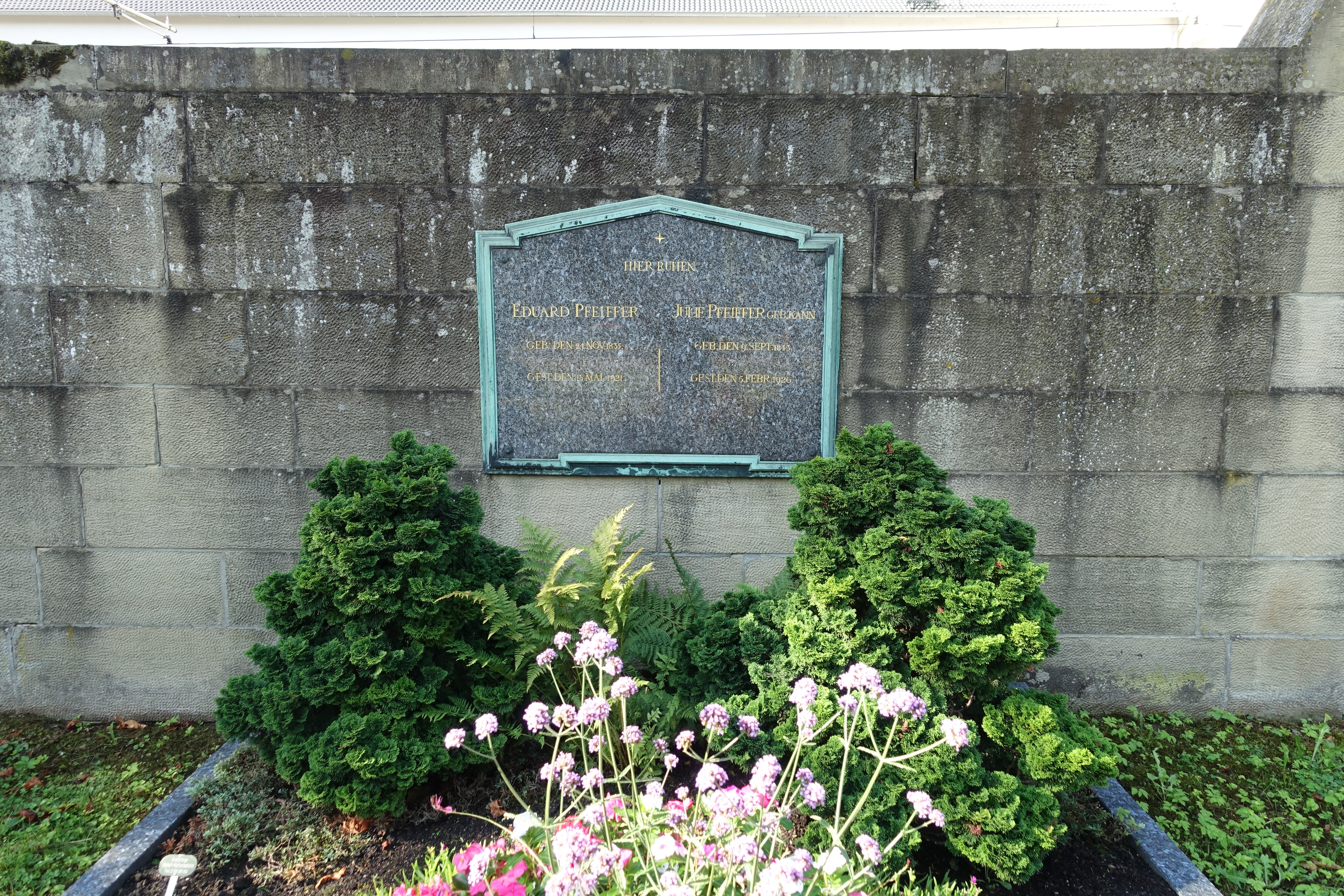
Grab von Eduard Pfeiffer auf dem Pragfriedhof

1883 verlieh ihm der württembergische König Karl den Titel eines Hofrats, der mit dem Personaladel verbunden war. Pfeiffer legte allerdings nie Wert auf die Anrede von. Pfeiffer starb am 13. Mai 1921 und fand seine letzte Ruhestätte auf dem Stuttgarter Pragfriedhof. Das Ehepaar Pfeiffer blieb kinderlos. Das gesamte gemeinsame Vermögen floss in die 1917 gegründete Eduard-Pfeiffer-Stiftung ein, die bis heute Bestand hat.
Vermögen war Pfeiffer aber nie Selbstzweck, sondern Verpflichtung für den Dienst an der Gemeinschaft. Aus diesem Grund verlieh ihm die Stadt Stuttgart 1909 die Ehrenbürgerwürde und dankte ihm dabei auch für die finanzielle Förderung der Stuttgarter Altstadtsanierung 1906 bis 1909.
Pfeiffer war auch politisch aktiv. Am 7. August 1866 gründete er mit Freunden und Bekannten, darunter Gustav Siegle, Kilian Steiner und Julius Hölder, die nationalliberale Deutsche Partei mit dem Ziel eines von Preußen geführten Nationalstaats. Zwischen 1868 und 1876 hatte er als erster jüdischer Bürger einen Sitz in der Zweiten Kammer des württembergischen Landtags, was bis dahin gesetzlich verboten war.
1865 wurde auf seine Anregung hin in Stuttgart das Büro für Arbeitsnachweis geschaffen – die erste nicht kommerzielle Arbeitsvermittlung Deutschlands und damit ein Vorläufer des Arbeitsamts. 1874 initiierte er ein Heim für Fabrikarbeiterinnen, 1889 das Arbeiterheim in der Stuttgarter Heusteigstraße. 1910/11 stiftete er den Bau eines großen Ledigenheims, um die Missstände für Untermieter und Schlafgänger zu lösen. Vor allem aber gehen vier große Wohnkolonien (siehe unten) sowie die Sanierung der Stuttgarter Innenstadt auf seine Initiative zurück.
Neben zahlreichen Maßnahmen im Wohnungsbau gehörte die Verbesserung des Gesundheitswesens zu Pfeiffers wichtigsten Zielen. Die Situation um 1870/1900 – nicht nur in Stuttgart – war geprägt von Säuglingssterblichkeit, mangelnder Krankenhaushygiene, Hinterhofsituation und verbesserungsbedürftiger Nahrungsmittelhygiene. 1910/12 finanzierte er eine dringend notwendige Säuglingsheilanstalt. Pfeiffer gehörte auch zu den Gründern dreier öffentlicher Badeanstalten in Stuttgart sowie zweier Volksbibliotheken. Er organisierte den Verkauf von gesunder Milch an Säuglinge und Kinder und eröffnete eine Kinderkrippe sowie einen Kinderspielplatz.

## Eduard Pfeiffer und die Konsumgenossenschaftsbewegung
Eduard Pfeiffer wird als erster großer Künder und Pionier einer unabhängigen Konsumgenossenschaftsbewegung angesehen.
1863 erschien sein erstes Buch Über Genossenschaftswesen. Pfeiffer hielt soziale Reformen für dringend notwendig und sah den idealen Weg in einem gezielten und gelenkten Selbsthilfeprogramm. Ziel seiner Anstrengungen blieb zeitlebens, die Arbeiterschaft durch stetige Verbesserungen ihrer Lebensumstände an das bürgerliche Gesellschaftssystem zu binden und sie von sozialistischen bzw. kommunistischen Ideen fernzuhalten. Pfeiffer hielt die Lösung der sozialen Frage nur durch die Kooperation von besitzenden und arbeitenden Klassen für denkbar. Ähnlich ausgerichtet war die 1865 erschienene Schrift Die Consumvereine, ihr Wesen und Wirken. Nebst einer practischen Anleitung zu deren Gründung und Einrichtung. Weitere Publikationen zu volkswirtschaftlichen Themen folgten. Bald setzte er die Idee des Konsumvereins in die Tat um und gründete im November 1863 den Stuttgarter Consum- und Ersparnisverein, der zum Modell für die meisten Konsumgenossenschaften in Deutschland wurde.
Auf Einladung von Pfeiffer fand 1867 in Stuttgart eine Versammlung statt, die zur Gründung des Verbandes deutscher Consumvereine führte. Aufgabe sollte der gemeinsame Einkauf von Waren für die Konsumvereine für einzelne Artikel in ganz Deutschland sein, für die meisten Waren sollten Zonen des gemeinschaftlichen Einkaufs gebildet werden. Bei der Gründung des Verbandes wurde als Verbandsorgan Der Consumverein geschaffen, den Pfeiffer herausgab.

## Der Verein für das Wohl der arbeitenden Klassen
1866 wurde auf Anregung Eduard Pfeiffers der Verein für das Wohl der arbeitenden Klassen gegründet, dem er von 1876 bis 1921 selbst vorstand. Zur Förderung der Interessen und Hebung der sittlichen und wirthschaftlichen Zustände der arbeitenden Klassen (Statuten) gehörte auch die Beschaffung von Wohnraum. Zwar hatte der Verein über 100 einflussreiche und kapitalstarke Mitglieder, doch nahezu allein hinter den Aufgaben und Zielen des Vereins stand Pfeiffer, der den größten Teil der Vereinsarbeit durch persönliche Stiftungen, Schenkungen und günstige Darlehen finanzierte, die Kontakte zu Unternehmen und Kaufleuten, Banken, dem Königshaus und der Stadt pflegte und seine Ideen, Theorien, Erlebnisse und praktischen Erfahrungen einbrachte.
Der Verein war und blieb Pfeiffers wichtigste Unternehmung. Durch ihn goss er alle seine Vorstellungen und Erfahrungen in eine Form, die bis heute in Stuttgart und darüber hinaus einzigartig blieb. Die meisten Projekte gehören noch heute zur Stuttgarter Realität. Die größten gesellschaftspolitischen, sozialen, finanziellen und organisatorischen Anstrengungen unternahmen Pfeiffer und der Verein im Bereich der Wohnungsfürsorge einer rasch wachsenden Stadt.

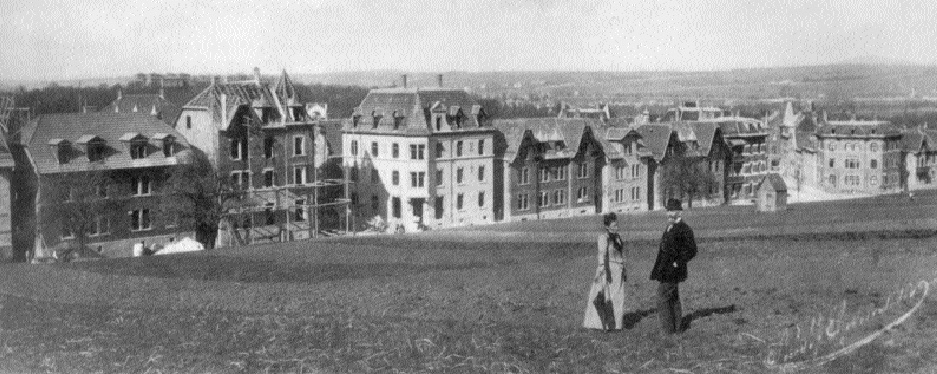
Eduard Pfeiffer und seine Frau Julie 1895 vor der Kolonie Ostheim

## Eduard Pfeiffer und der Wohnungsbau
Nach einer umfangreichen Umfrage über die Wohnverhältnisse in Stuttgart im Jahr 1887, die erschreckende Ergebnisse hinsichtlich der gesundheitlichen und sozialen Zustände in vielen Altstadtwohnungen zutage förderte, beschloss der Verein unter der Führung Pfeiffers im November 1890 das Siedlungsprojekt Billige Wohnungen für kleine Leute. Schon der Titel beschreibt, dass die Zielgruppen nicht allein unter den Arbeitern gesucht wurden, sondern unter den Minderbemittelten jeder Art, d. h. auch im Handwerk. Sukzessive entstanden unter der Bauherrschaft des Vereins vier große Siedlungen in verschiedenen Teilen Stuttgarts:
- 1891–1901 Siedlung Ostheim: 1.300 Wohnungen
- 1901–1904 Siedlung Südheim: 140 Wohnungen
- 1902–1904 Siedlung Westheim: 100 Wohnungen
- 1911–1913 Siedlung Ostenau: 260 Wohnungen

Mit diesen Projekten konnte Pfeiffer nicht alle, aber – gemeinsam mit weiteren Siedlungen anderer Träger – die meisten Probleme im Stuttgarter Wohnungswesen lösen. Zu den wichtigsten Bestandteilen der neuen Siedlungen und Häuser gehörten ausreichend Fläche, Kleingärten, ausreichend große (aber auch kostenintensive) Bauabstände zur Gewährleistung von Licht und Luftzirkulation, praktische Grundrisse und der Verzicht auf gefangene Zimmer, individuelle Fassaden im Stil der bürgerlichen Wohnhäuser jener Zeit, teilweise mit Erkern, Ziergiebeln und Fachwerkapplikationen. Außerdem erhielten die Bewohner die Möglichkeit, die Häuser auf Raten zu kaufen, was sie schließlich zu Mitgliedern der besitzenden Klasse machte.
Mit der ersten Siedlung Ostheim begann auch die Zusammenarbeit Pfeiffers mit dem Stuttgarter Architekten Karl Hengerer, der mit Ausnahme von Westheim für alle Siedlungsprojekte als Planer und ausführendes Baubüro im Wesentlichen verantwortlich war. Auch das Säuglingsheim und das Ledigenheim (beide 1910/12) sowie die Altstadt-Sanierung (1906–09) wurden durch ihn geplant und ausgeführt.

## Altstadt-Sanierung Stuttgart
Die größte gemeinsame Unternehmung neben Ostheim war die umfassende Sanierung der Stuttgarter Altstadt zwischen 1906 und 1909, nach deren Realisierung Pfeiffer die Ehrenbürgerwürde verliehen wurde. Allerdings war es keine Sanierung im heutigen Sinne, sondern bedeutete den Abriss und die völlige Neuplanung von rund 10 % der Stuttgarter Altstadt. Die neuen Gebäude, welche die marode Altsubstanz ersetzen, waren im Stile von städtischen Wohn- und Geschäftshäusern der Spätrenaissance ausgeführt, ähnlich den Innenstädten von Innsbruck, Salzburg oder Südtiroler Ortschaften. Zugleich wurden die Straßen breiter und ein zentraler Platz vergrößert. Für eine solche romantisierende, aber im Unterschied zu den historistischen Stadtplanungen zumindest heimat- und landschaftsbezogene Gestaltung hatte sich auch Theodor Fischer grundsätzlich eingesetzt. Am Rande des Sanierungsgebiets entstand mit dem Graf-Eberhard-Bau eines der größten und modernsten Geschäftshäuser jener Zeit in Stuttgart. Neben Karl Hengerer trugen u. a. auch Paul Bonatz und Ludwig Eisenlohr einzelne Gebäude zur Sanierung bei.

## Ehrungen, Spuren
- 1894 wurde Pfeiffer zum „Geheimen Hofrat“ ernannt.
- 1895 wurde ihm der Württembergische Olga-Orden verliehen[4]
- 1900 bekam er das Ehrenkreuz des Ordens des Württembergischen Königshauses verliehen; welcher mit dem persönlichen Adelstitel verbunden war. Von diesem Recht machte er allerdings nur äußerst selten Gebrauch.
- Im Mai 1909 wurde Eduard Pfeiffer zum Ehrenbürger der Stadt Stuttgart ernannt.
- 1910 wurde die Eduard-Pfeiffer-Straße, eine neu angelegte Höhenstraße am Stuttgarter Kriegsberg, nach Pfeiffer benannt.
- Nachdem in den Jahren des Nationalsozialismus der Name Pfeiffers aus der Öffentlichkeit verschwand, tragen heute auch der Eduard-Pfeiffer-Platz (früher Teckplatz) in der Kolonie Ostheim, das Eduard-Pfeiffer-Haus des Arbeiterbildungsvereins in der Heusteigstraße 45[5] sowie die Stadtbücherei Stuttgart-Ost als Eduard-Pfeiffer-Bibliothek seinen Namen.
- 1913 wurde Pfeiffer Ehrenbürger von Pinzolo in den Dolomiten, weil er über dessen Teilort Madonna di Campiglio – sein bevorzugter Urlaubsort – einen ausführlichen Reiseführer herausgegeben hatte.[6]
- 2023 wurde die jüdische Grundschule in Stuttgart nach Eduard Pfeiffer benannt.[7]

## Schriften von Eduard Pfeiffer
- Ueber Genossenschaftswesen – Was ist der Arbeiterstand in der heutigen Gesellschaft? Und was kann er werden? Leipzig: Wigand 1863. Digitalisat
- Die Consumvereine, ihr Wesen und Wirken. Nebst einer practischen Anleitung zu deren Gründung und Einrichtung. Stuttgart: Kröner 2. Auflage 1865.
- Eigenes Heim und billige Wohnungen. Ein Beitrag zur Lösung der Wohnungs-Frage mit besonderem Hinweis auf die Erstellung der Kolonie Ostheim-Stuttgart. Stuttgart: Wittwer 1896.